# Yoko Nagae Ceschina
La comtesse Yoko Nagae Ceschina (チェスキーナ・永江洋子) (5 avril 1932-10 janvier 2015) est une harpiste et philanthrope japonaise, mécène de musique classique. 

## Biographie
Née dans la préfecture de Kumamoto, au Japon, d'un père homme d'affaires et d'une mère joueuse de piano, Yoko Nagae découvre la musique très jeune. Ses parents se séparent quand elle a 8 ans, son père exclut le piano de la résidence familiale. Pour continuer à jouer, elle se rend dans les résidences de voisins qui possèdent l'instrument. 
Yoko Nagae étudie ensuite la harpe à l'Université des arts de Tokyo. Elle se marie à un camarade de classe universitaire, mais l'union se termine rapidement par un divorce. Après avoir obtenu son diplôme, elle se rend à Florence, en Italie, en 1960, pour poursuivre sa formation de harpiste. Elle se classe 6e au Concours International de Harpe de 1965. 
En 1962, dans un café de Venise, Yoko Nagae rencontre le comte Renzo Ceschina, un homme d'affaires millionnaire milanais d' environ 25 ans son aîné. Cette rencontre aboutit à leur mariage en 1977. L'union dure jusqu'à la mort du comte en 1982, Yoko Nagae hérite d'une fortune estimée à 190 millions de dollars et cesse de jouer de la harpe.  
Un neveu du comte conteste le testament devant le tribunal, alléguant que la comtesse Yoko Nagae Ceschina avait falsifié la signature de son mari. Après 10 ans, l'affaire se règle en faveur de la comtesse Ceschina et confirme l'authenticité du document.   
La comtesse Yoko Nagae Ceschina parraine par la suite des ensembles comme l'Orchestre philharmonique de New York, le Théâtre Mariinsky, le Carnegie Hall, l'Orchestre philharmonique d'Israël, l'International Harp Contest et le National Youth Orchestra des États-Unis.  
À titre individuel, elle a particulièrement soutenu le musicien Maxime Venguerov, notamment par une contribution de moitié du coût du violon Stradivarius de Vengerov en 1727. 

Elle a été l'un des principaux mécènes de la visite du New York Philharmonic en Corée du Nord en 2008. Elle a rarement accordé des entretiens, mais concernant les controverses entourant ce concert, elle a déclaré publiquement à divers médias : 

« J'espère que cela conduira à de la bonne volonté. Même si je suis critiqué, je crois en ma position. »

« La musique n'a pas de frontières. C'est bien si les gens gagnent un peu de bonheur en écoutant de la bonne musique. »

 

 « Non capisco assolutamente nulla di politica, ma so che la musica riavvicina le persone e parla un linguaggio universale. Spero di contribuire alla pace. » (« Je ne comprends rien à la politique, mais je sais que la musique réconcilie les gens et parle un langage universel. J'espère contribuer à la paix). » 
En 2011, la comtesse Ceschina dote la direction musicale du New York Philharmonic de la première chaire de directeur musical intitulée de l'histoire de l'orchestre. En novembre 2014, elle reçoit l'Ordre de l'amitié russe. 
La comtesse Ceschina meurt le 10 janvier 2015 à Rome, en Italie, à l'âge de 82 ans.